# Лисбон (Флорида)
Лисбон (енгл. Lisbon) насељено је место без административног статуса у америчкој савезној држави Флорида.

## Демографија
По попису из 2010. године број становника је 260, што је 13 (-4,8%) становника мање него 2000. године.
| Група             | 2000.       | 2010.       |
| Белци             | 246 (90,1%) | 241 (92,7%) |
| Афроамериканци    | 0 (0,0%)    | 1 (0,4%)    |
| Азијати           | 0 (0,0%)    | 1 (0,4%)    |
| Хиспаноамериканци | 27 (9,9%)   | 10 (3,8%)   |
| Укупно            | 273         | 260         |